# QSAR
Пошук кількісних співвідношень структура-властивість — процедура побудови моделей, що дозволяють за структурами хімічних сполук передбачати їх різноманітні властивості. За моделями, що дозволяють прогнозувати кількісні характеристики біологічної активності, історично закріпилася англомовна назва Quantitative Structure-Activity Relationship (QSAR). Абревіатура QSAR часто трактується розширено для позначення будь-яких моделей структура-властивість. За моделями, що дозволяють прогнозувати фізичні та фізико-хімічні властивості органічних сполук, закріпилася англомовна назва Quantitative Structure-Property Relationship (QSPR). При якісному описі співвідношень між структурами хімічних сполук і їх біологічною активністю вживають англомовний термін Structure-Activity Relationship (SAR).
Пошук кількісних співвідношень структура-властивість заснований на застосуванні методів математичної статистики і машинного навчання для побудови моделей, що дозволяють за описом структур хімічних сполук передбачати їх властивості (фізичні, хімічні, біологічну активність). При прогнозуванні властивостей на якісному рівні (наприклад, чи буде дана хімічна сполука мати даний вид біологічної активності) говорять про розв'язок класифікаційної задачі, тоді як при прогнозуванні числових значень властивостей говорять про розв'язок регресійної задачі. Опис структур хімічних сполук для цих цілей може бути векторним або невекторним (за допомогою графів).

### Основні етапи дослідження QSAR
Основні етапи QSAR / QSPR включають вибір набору даних та вилучення структурних / емпіричних дескрипторів, змінний відбір побудованої моделі та перевірка оцінки.

## SAR та SAR парадокс
Основним припущенням для всієї молекулярної гіпотези є те, що подібні молекули мають подібну активність. Цей принцип також називають структурно-активними зв'язками (SAR). Основна проблема полягає в тому, як визначити невелику різницю на молекулярному рівні, оскільки кожен вид діяльності, наприклад здатність до реакції, здатність до біотрансформації, розчинність, цільова активність тощо можуть залежати від іншої різниці. Хороші приклади були надані в огляді біоізотеризації Патані/Лавоей та Брауна.
Взагалі, хтось більше зацікавлений у знаходженні сильних тенденцій. Створені гіпотези зазвичай покладаються на кінцеве число хімічних даних. Таким чином, принцип індукції слід поважати, щоб уникнути надмірних гіпотез та виникати надмірне та марне трактування структурних / молекулярних даних. Парадокс SAR свідчить про те, що всі подібні молекули не мають подібних дій

## Типи

### Фрагмент на основі (групового внеску)
Аналогічно, «коефіцієнт розподілу» — вимірювання диференціальної розчинності і сам компонент прогнозів QSAR -  можна прогнозувати або за допомогою атомних методів (відомих як «XLogP» або «ALogP») або методами хімічного фрагмента (відомі як «CLogP» та інші варіанти). Було показано, що logP сполуки можна визначити сумою його фрагментів; Фрагментні методи загалом визнаються кращими прогностичними факторами, ніж методами на основі атомів. Фрагментарні значення були визначені статистично, виходячи з емпіричних даних для відомих значень logP. 
Цей метод дає змішані результати і, як правило, не вважають, що точність перевищує ± 0,1 одиниці.
QSAR на основі групи або фрагментів також відомий як GQSAR. GQSAR дозволяє гнучко вивчати різні молекулярні фрагменти, що представляють інтерес у зв'язку зі зміною біологічної відповіді. Молекулярні фрагменти можуть бути замісниками на різних місцях заміщення в конгруентних наборах молекул або можуть бути засновані на заздалегідь визначених хімічних правилах у випадку неконгенеруючих множин. GQSAR також розглядає дескриптори фрагментів крос-термінів, які могли б допомогти ідентифікувати взаємодію ключових фрагментів при визначенні варіації активності. Розкриття інформації з використанням Fragnomics — це нова парадигма.

### 3D-QSAR
Абревіатура 3D-QSAR або 3-D QSAR відноситься до застосування розрахунків силових полів, що вимагають тривимірних структур заданого набору малих молекул з відомими діями (тренувальний набір). Тренувальний набір повинен бути накладено (вирівняно) будь-якими експериментальними даними (наприклад, на основі кристалографії ліганд-білка) або програмного забезпечення накладання молекул. Він використовує обчислені потенціали, наприклад потенціал Ленарда-Джонса, а не експериментальні константи, і стосується загальної молекули, а не окремих замісників. Перший 3-D QSAR був названий співвідносним  аналізом молекулярного поля (CoMFA) від Cramer та співавт. Вона досліджувала стеричні поля (форма молекули) та електростатичні поля, корелювали за допомогою часткової регресії найменших квадратів (ПЛС).
Потім створений простір даних зазвичай зменшується шляхом виокремлення ознак (див. також зниження розмірності). Наступним методом навчання може бути будь-який із згаданих методів машинного навчання, наприклад, метод опорних векторів. Альтернативний підхід використовує навчання за набором зразків, кодуючи молекули як набори зразків даних, кожен з яких представляє можливу молекулярну конформацію[усталений термін?]. Кожному набору, що відповідає активності молекули, призначається мітка або відповідь, яка, як передбачається, є принаймні у одного зразка у наборі (тобто, є деякою конформацією молекули).
18 червня 2011 р. Патент компаративного аналізу молекулярного поля (CoMFA) знищив будь-які обмеження на використання технологій GRID та технологій часткових найменших квадратів (PLS) та команди з Римського центру молекулярного дизайну (RCMD) (www.rcmd.it) відкрив 3-D QSAR-сервер (www.3d-qsar.com). Нещодавно (жовтень 2016) вебсервер 3D QSAR був оновлений та відкритий для публіки чотирма основними вебдодатками: Py-MolEdit, Py-ConfSearch, Py-Align Py-CoMFA. Суфікс Py означає python, оскільки вебсайт і додаток розроблені з використанням мови python. Ці чотири програми дозволяють побудувати 3-D QSAR-модель з нуля, просто знаючи структури тренувального набору та біологічну активність. Сервер www.3D-QSAR.com включає в себе всі функції для аналізу полів молекулярних взаємодій (MIFs) та всіх 3-D QSAR-карт в режимі 3-D та інтерактивним способом.

### Основа хімічного дескрипторає
У цьому підході дескриптори, що кількісно визначають різні електронні, геометричні або стеричні властивості молекули, обчислюються та використовуються для розробки QSAR . Цей підхід відрізняється від підходу фрагмента (або групового вкладу), оскільки дескриптори обчислюються для системи в цілому, а не від властивостей окремих фрагментів. Цей підхід відрізняється від підходу 3D-QSAR, оскільки дескриптори обчислюються з скалярних величин (наприклад, енергій, геометричних параметрів), а не від 3D-полів.

## Застосування

### Хімічне
Одним з перших історичних застосувань QSAR було прогнозування температури кипіння .Добре відомо, наприклад, що в межах певної родини хімічних сполук, особливо органічної хімії, існують сильні кореляції між структурою та спостережуваними властивостями. Простий приклад — зв'язок між кількістю атомів вуглецю в алканах та їх точками кипіння. Існує чітка тенденція збільшення точки кипіння з збільшенням кількості атомів вуглецю, і це служить засобом прогнозування точок кипіння вищих алканів.
Ще дуже цікавим застосуванням є рівняння Хеммета, рівняння Тафта та методи прогнозування pKa .        

### Біологічне
Біологічна активність молекул зазвичай вимірюється в аналізі, щоб встановити рівень гальмування певної трансдукції сигналу або метаболічних шляхів. Виявлення наркотиків часто передбачає використання QSAR для виявлення хімічних структур, які можуть мати гарні інгібуючі впливи на конкретні цілі та мають низьку токсичність (неспецифічна активність). Особливий інтерес представляє прогноз коефіцієнта розподілу log P, який є важливою мірою, використовуваною для ідентифікації «наркологічності» згідно з Ліпінським «Правилом п'яти».
Хоча багато кількісних аналізів зв'язків активності структури включає взаємодії сімейства молекул з сайтом, що зв'язує фермент або рецептор, QSAR також може бути використаний для вивчення взаємодії між структурними доменами білків. Білково-білкові взаємодії можна кількісно аналізувати для структурних варіацій, що виникають в результаті мутагенезу, орієнтованого на сайт

### Вживання
(Q) SAR моделі були використані для управління ризиками. QSARS пропонують регуляторні органи; в Європейському Союзі, QSAR пропонується в Регламенті REACH, де «REACH» скорочує «Реєстрація, Оцінювання, Авторизація та Обмеження Хімічних речовин».
Простір хімічного дескриптора, випуклий корпус якого генерується певним навчальним комплексом хімічних речовин, називається доменом придатності тренувального набору. Екстраполяційні прогнози поза цим доменом вважаються менш надійними, ніж інтерполяційні. Оцінка надійності прогнозів QSAR залишається темою дослідження.
Рівняння QSAR можуть бути використані для прогнозування біологічної активності нових молекул перед їх синтезом.